# Hugo Šampanjski
Hugo Šampanjski (francuski Hugues de Champagne) (o. 1074. – 1125.) bio je francuski plemić, grof Šampanje.
Bio je sin grofa Bloisa Teobalda III. i njegove druge ili treće žene Adele (Alisa). Bio je brat biskupa Filipa te polubrat Stjepana, preko kojeg je bio polustric Vilima, Teobalda i Stjepana (kralj Engleske).
Hugo je prvo oženio Konstancu, kraljevnu Francuske. Njihov sin je bio Manaše, koji je umro o. 1102.
1104. Hugo i Konstanca su se rastali, odnosno, brak im je poništen.
Hugo je zatim oženio Izabelu, kćer grofa Stjepana I. Burgundskog. Hugo je napustio Izabelu dok je bila trudna. Ona je rodila sina koji je nazvan Odo, ali Hugo ga nije priznao za sina jer je tvrdio da je impotentan. Odo je bio otac Oda II. od Champlittea i Vilima od Champlittea.
Hugo se pridružio vitezovima templarima.
Umro je 1125. god.
| Prethodnik:       | grof Šampanje (comte de Champagne) | Nasljednik:            |
| Odo V. od Troyesa | grof Šampanje (comte de Champagne) | Teobald II. Šampanjski |